# Palmer (Kansas)
Palmer és una ciutat dels Estats Units a l'estat de Kansas. Segons el cens del 2000 tenia 108 habitants.

## Demografia
Segons el cens del 2000, Palmer tenia 108 habitants, 48 habitatges, i 28 famílies. La densitat de població era de 130,3 habitants/km².
Dels 48 habitatges en un 27,1% hi vivien nens de menys de 18 anys, en un 56,3% hi vivien parelles casades, en un 2,1% dones solteres, i en un 39,6% no eren unitats familiars. En el 37,5% dels habitatges hi vivien persones soles el 22,9% de les quals corresponia a persones de 65 anys o més que vivien soles. El nombre mitjà de persones vivint en cada habitatge era de 2,25 i el nombre mitjà de persones que vivien en cada família era de 2,97.
Per edats la població es repartia de la següent manera: un 24,1% tenia menys de 18 anys, un 4,6% entre 18 i 24, un 21,3% entre 25 i 44, un 22,2% de 45 a 60 i un 27,8% 65 anys o més.
L'edat mediana era de 44 anys. Per cada 100 dones de 18 o més anys hi havia 105 homes.
La renda mediana per habitatge era de 31.042 $ i la renda mediana per família de 35.625 $. Els homes tenien una renda mediana de 23.750 $ mentre que les dones 19.375 $. La renda per capita de la població era de 14.670 $. Entorn del 8% de les famílies i l'11,8% de la població estaven per davall del llindar de pobresa.

## Poblacions més properes
El següent diagrama mostra les poblacions més properes.